# Дурян, Людвиг
Людвиг Дурян (арм. Լյուդվիգ Ծերունի Դուրյան (Քրիստոստուրյան), настоящее имя — Лукаш Церунович Кристостурян, 1933—2010) — армянский советский поэт.

## Биография
Родился в рабочей семье. В раннем возрасте, в 1934 году, переехал в Армению, жил в селе Шахаб (ныне — село Маяковски в Котайкской области). 
Учился на техника-овощевода в Ереване. Работал агрономом, затем ответственным секретарем областной газеты, четырнадцать лет — в ежедневной газете «Вечерний Ереван», а затем руководил отделом в издательстве «Армения».
В 1971 году окончил Высшие литературные курсы в Москве. Член Коммунистической партии с 1969 года.
Печатался с 1950 года. В своей поэзии воспевал природу родного края, писал о войне и гражданском долге, родине и труде.

## Память

улица Туманяна, 41

Мемориальная доска и скульптурный портрет в Ереване (улица Туманяна, 41)